# Oreobolus pectinatus
Oreobolus pectinatus är en halvgräsart som beskrevs av Joseph Dalton Hooker. Oreobolus pectinatus ingår i släktet Oreobolus och familjen halvgräs. Inga underarter finns listade i Catalogue of Life.